# اشپیتس، اتریش
اشپیتس  (به آلمانی: Spitz) یک منطقهٔ مسکونی در اتریش است که در ناحیه کرمس-لاند واقع شده‌است. اشپیتس  ۱٬۷۵۹ نفر جمعیت دارد.